# Napad na bank w Wołowie
Napad na bank w Wołowie – wydarzenie z 19 sierpnia 1962 w Wołowie, w pobliżu Wrocławia. Pięcioosobowa grupa przestępców, wspomagana przez dwóch wspólników, dostała się do pomieszczeń oddziału Narodowego Banku Polskiego w budynku przy placu Jana III Sobieskiego 6 i dokonała kradzieży gotówki. W wyniku napadu skradziono 12 531 000 złotych.

## Przebieg
Placówka NBP była jedynym bankiem w mieście. Gromadziła utargi ze wszystkich miejscowych sklepów oraz przechowywała pieniądze na wypłaty dla większości mieszkańców Wołowa i okolic pracujących w zakładach produkcyjnych oraz PGR-ach. Sprawcy porozumieli się z pracownikiem banku, który dostarczył informacji umożliwiających napad.
Napastnicy późnym wieczorem za pomocą prostych narzędzi ślusarskich dostali się do pomieszczeń bankowych, następnie obezwładnili strażnika, po czym przez wybitą przy użyciu podnośnika samochodowego dziurę w stropie dostali się do skarbca. Z kasy zabrali 12 531 000 zł w banknotach o nominałach 500 i 100 złotych, z czego 3 500 000 zł było w banknotach używanych. Po opróżnieniu sejfu opuścili miejsce przestępstwa samochodem marki Warszawa.

Warszawa, takim samochodem posłużyli się sprawcy

## Aresztowanie
Śledczy od samego początku zdawali sobie sprawę, że przestępcom pomagał ktoś z banku. Ponieważ znane były serie i numery wszystkich zrabowanych nowych banknotów 500-złotowych, milicja przekazała dane do niemal wszystkich sklepów w Polsce. Prokuratura, aby sprowokować sprawców do błędu, podała nieprawdziwą informację o zaplanowanej wymianie pieniędzy. Odniosło to skutek, ponieważ sprawcy zaczęli szybciej pozbywać się nowych banknotów, wprowadzając je do obiegu. Po około dwóch miesiącach od napadu napłynęły meldunki o próbach wprowadzenia do obiegu pojedynczych banknotów – pięćsetkami próbowały zapłacić za zakupy żony sprawców (w sklepach w Gliwicach, Kluczborku, Opolu i Ostrowie Wielkopolskim). Ponadto siostra jednego ze sprawców próbowała wpłacić 18 000 zł na konto w oddziale NBP w Pruszczu Gdańskim. Doprowadziło to do szybkiego wykrycia sprawców napadu. Po ich aresztowaniu okazało się, że żaden z nich nie wszedł dotychczas w konflikt z prawem. Milicja odzyskała wówczas 11 572 000 zł – sprawcy zdążyli wydać ok. 150 000 zł, a część pieniędzy spalili kilka dni przed zatrzymaniem.

## Proces i wyroki
Proces rozpoczął się 4 grudnia 1962 przed Sądem Wojewódzkim we Wrocławiu w trybie doraźnym, a sprawcy zagrożeni byli karą śmierci. Pięciu głównym sprawcom sąd wymierzył karę dożywotniego więzienia, którą po pięciu latach zamieniono na 25 lat więzienia. Dwóch wspólników skazał na 15 lat więzienia. Skazano ponadto dwadzieścia innych osób z kręgu najbliższej rodziny, krewnych i znajomych sprawców – za paserstwo, pomocnictwo lub niepowiadomienie organów ścigania o popełnionym przestępstwie. Wymierzone im kary zawierały się w przedziale od 1 roku do 8 lat więzienia.
Wszyscy odzyskali wolność – ostatni opuścili zakład karny w 1979. Nigdy później nie weszli w konflikt z prawem. Niemal wszystkie akta sądowe procesu uległy zniszczeniu podczas zalania archiwum we Wrocławiu przez powódź tysiąclecia w 1997. W dawnym budynku banku do 2014 roku mieścił się Wydział Finansowy Urzędu Miasta i Gminy w Wołowie.

## Napad w kulturze
- W 1970 został wydany komiks z serii Kapitan Żbik (zeszyt Kocie oko), którego treść została oparta na historii napadu[5].
- W 1975 powstał film Hazardziści w reżyserii i do scenariusza Mieczysława Waśkowskiego (premiera w marcu 1976), przedstawiający w sfabularyzowany sposób przebieg napadu.
- W 2005 roku na zamówienie TVP zrealizowano 25-minutowy film o napadzie, pt. „Napad w Wołowie” (seria „Wielkie napady PRL-u”). Kolejny podobny wykonano w 2012 roku.